# محوطه بابا خوارزم ۱
محوطه بابا خوارزم ۱ مربوط به سده‌های میانه دوران‌های تاریخی پس از اسلام است و در شهرستان پل‌دختر، بخش مرکزی، دهستان جایدر، ۳۰۰ متری جنوب غرب روستای بابا خوارزم علیا واقع شده و این اثر در تاریخ ۲۸ اسفند ۱۳۸۵ با شمارهٔ ثبت ۱۸۴۴۶ به‌عنوان یکی از آثار ملی ایران به ثبت رسیده است.